# Kalmia cuneata
Kalmia cuneata ist eine Pflanzenart aus der Gattung Lorbeerrosen (Kalmia) innerhalb der Familie der Heidekrautgewächse (Ericaceae). Sie kommt nur in den östlichen US-Bundesstaaten North Carolina und South Carolina vor und wird dort (englisch Whitewicky, White-wicky, White wicky) genannt. Von der TNC wird sie als „gefährdet“ („G3“) eingestuft.

## Beschreibung

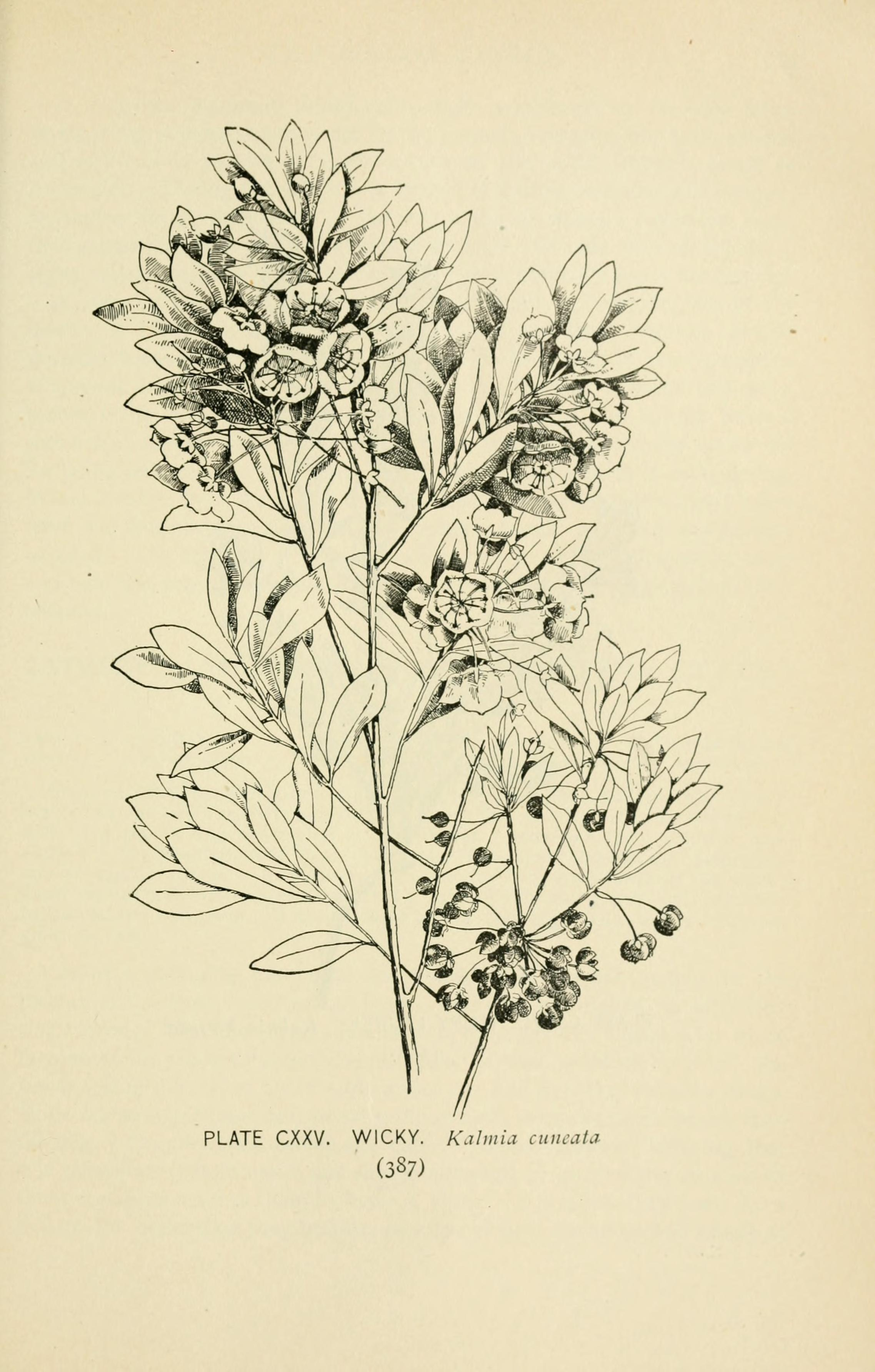
Illustration aus Southern wild flowers and trees, S. 387, Tafel CXXV

### Vegetative Merkmale
Kalmia cuneata wächst als laubabwerfender Strauch der Wuchshöhen von 1,5 bis 2 Metern erreicht. Die Zweige sind teils klebrig-drüsig bis fein behaart oder kahl.
Die wechselständig angeordneten Laubblätter sind in Blattstiel und -spreite gegliedert. Die einfache, kurz gestielte bis sitzende, ganzrandige und spitze bis stumpfe, manchmal eingebuchtete oder feinstachelspitzige, unterseits hellere, mehr oder weniger drüsige bis oberseits meist kahle, dunkelgrüne Blattspreite ist bei einer Länge von bis zu 6 Zentimetern sowie einer Breite von 3 Zentimetern elliptisch, lanzettlich oder verkehrt-eiförmig. Im Herbst werden die Blätter rot. Der Blattrand ist oft leicht umgebogen.

### Generative Merkmale
Der achselständige Blütenstand ist eine drüsige Traube oder ein Büschel aus bis zu zehn Blüten. Die zwittrigen und langstieligen, bis 2 Zentimeter großen Blüten sind radiärsymmetrisch und fünfzählig mit doppelter Blütenhülle. Die fünf Kronblätter, mit Taschen für die Staubbeutel, sind zu einer kurz gelappten, offenen, napfförmigen Blütenkrone verwachsen; sie ist weiß mit einem roten Ring nahe dem Zentrum. Es sind zehn Staubblätter und ein oberständiger, drüsiger, kugeliger Fruchtknoten mit kahlem Griffel vorhanden. 
Die rundliche, drüsige und vielsamige Kapselfrucht mit beständigem Kelch ist relativ klein und bis etwa 5–6 Millimeter groß.

## Ähnliche Arten
Kalmia cuneata kann leicht von Kalmia angustifolia subsp. carolina (Syn.: Kalmia carolina) unterschieden werden, welche immergrün ist sowie meist rosa bis rote Blüten hat. Sie kommt in derselben Region wie Kalmia latifolia vor. Die explosive Pollenausschüttung geschieht hier wie in den vorher genannten Kalmia-Arten.

## Vorkommen und Gefährdung
Kalmia cuneata kommt in sieben Countys in North Carolina und in einem County in South Carolina vor. Ihr aktuelles Verbreitungsgebiet deckt sich mit dem historischen, doch ist die Gesamtfläche ihrer Verbreitung zurückgegangen.
Kalmia cuneata wächst vornehmlich in Ökotonen zwischen sandigen Hügeln und benachbarten Pocosins. Die Böden sind feucht und sauer. Kalmia cuneata wächst gemeinsam mit anderen Sträuchern wie anderen Arten aus der Familie Ericaceae Rhododendron viscosum, Lyonia lucida, Lyonia ligustrina var. foliosiflora, Vaccinium corymbosum, Zenobia pulverulenta, Eubotrys racemosa, Oxydendrum arboreum und Gaylussacia frondosa sowie anderen Sträuchern wie Clethra alnifolia, Ilex glabra, Ilex coriacea, Aronia arbutifolia und Fothergilla gardenii. In ihrem Lebensraum gibt es auch Bäume, doch die sind klein und bilden kein geschlossenes Kronendach. Bäume werden immer wieder von Waldbränden kurz gehalten, welche die Sukzession größerer Bäume innerhalb der Strauch- und Krautschicht verhindern.
Die größte Gefahr für Kalmia cuneata geht von der Bekämpfung der Waldbrände aus, welche ein natürliches „Feuerregime“ verhindern. Lebensraumverluste wie durch die Inkulturnahme für die Land- und Forstwirtschaft sowie die urbane Entwicklung führen gleichfalls zu einer Gefährdung.

## Taxonomie
Die Erstbeschreibung von Kalmia cuneata erfolgte durch André Michaux. Ein Synonym für Kalmia cuneata Michx. ist Chamaedaphne cuneata (Michx.) Kuntze.